# Nick's Boogie
„Nick's Boogie“ je skladba britské rockové skupiny Pink Floyd, která poprvé vyšla na reedici soundtracku k filmu Tonite Let's All Make Love in London v roce 1990. Společně s rozšířenou verzi „Interstellar Overdrive“ byla v roce 1995 vydána také na EP London '66–'67. Natočena byla ve dnech 11. a 12. ledna 1967 v londýnských Sound Techniques Studios v rámci prvního profesionálního nahrávání Pink Floyd.
Jedná se o téměř 12 minut dlouhou, psychedelickou instrumentální improvizovanou skladbu ve stylu jam session, na jejíž tvorbě se podíleli všichni tehdejší členové skupiny. Skladba je vystavěna okolo šablonové hry Nicka Masona na tom tomy.

## Původní sestava
- Syd Barrett – kytara
- Rick Wright – elektronické varhany
- Roger Waters – baskytara
- Nick Mason – bicí, perkuse